# Rena maxima
Rena maxima là một loài rắn trong họ Leptotyphlopidae. Loài này được Loveridge mô tả khoa học đầu tiên năm 1932.